# Нодия, Василий Георгиевич
Василий Георгиевич Нодия (груз. ვასილ გიორგის ძე ნოდია, 1891, Поти, Кавказская администрация — 1924) — грузинский политик, член Учредительного собрания Грузии (1919—1921).

## Биография
Окончил двухклассное гражданское училище в Поти.
С 1905 года являлся членом фракции «меньшевиков» РСДРП. 
В 1912 году был призван в армию, служил в медицинском штабе. В 1914 году, после начала Первой мировой войны, был отправлен на австрийский фронт, попал в плен, где провёл два года. 
12 марта 1919 года был избран в Учредительное собрание Грузии по списку Социал-демократической партии Грузии, член судебного, трудового и общественного комитетов. 
В 1924 году, после советизации Грузии, вошёл в Комитет независимости. Выехал в Париж с эмигрантским правительством Грузии, чтобы  согласовать  план борьбы с большевистским режимом. Нелегально возвратился в Грузию. 
Арестован за несколько недель до начала антисоветского восстания в Грузии в 1924 году и помещён в политизолятор Суздаля. В 1924 году застрелен без суда при переводе из Суздаля в неустановленное место. Место захоронения неизвестно.